# Roxania
Roxania is een geslacht van slakken uit de familie van de Scaphandridae. De wetenschappelijke naam is voor het eerst gepubliceerd in 1847 door John Edward Gray. Het ging hierbij om de postume publicatie van een indeling van de Britse weekdieren, die William Elford Leach (1790-1836) in 1818 had opgesteld maar die tijdens zijn leven niet was gepubliceerd. Leach werd de wetenschappelijke auteur van de namen op de lijst, en deze kregen prioriteit vanaf 1818.

## Soorten
- R. aequatorialis Thiele, 1925
- R. alpha (Mestayer, 1921) †
- R. argoblysis (Rehder & Ladd, 1973)
- R. eburneola (Dall, 1927)
- R. monterosatoi Dautzenberg & H. Fischer, 1896
- R. morgana (Dall, 1908)
- R. pacifica (Habe, 1955)
- R. pinguicula (Seguenza, 1879)
- R. punctulata A. Adams, 1862
- R. semilaevis (Seguenza, 1880)
- R. smithae Valdés, 2008
- R. utriculus

Ovale boothoren (Brocchi, 1814)